# 고통 (철학)
고통의 철학은 신학, 철학, 문학 등에서 다루어지고 있는 아픔 혹은 고통 (모두 pain)을 취급한다.
아픔에 대해서는 생물학자, 심리학자, 의학자 등 자연과학 분야 연구자들 뿐만 아니라 인문학 분야에서의 철학자나 신학자 등도 자주 논해 왔다. 근래에는 인간의 경험(이나 현상)이라는 것이 가지는 기본적인 성질에 관해서 철학적인 논의(특히 영미철학 계통의 심리철학)를 전개할 때, 예를 들면 의식 현상으로서의 감각질에 대해 연구할 때 자주 언급되고 있다.

## 고통에 대한 철학적 논의
18세기와 19세기에 제러미 벤담와 마르키 드 사드는 이 문제에 대해 매우 다른 견해를 갖고 있었다. 벤담은 아픔·고통과 기분 좋음·쾌락 (pain and pleasure)을 객관적인 현상으로 간주해, 그 원리에 근거해 공리주의을 정의했다. 그러나, 마르키 드 사드는 완전히 다른 견해를 제시했다. 그는, 아픔·고통은 그 자체로 윤리성을 가진다고 해, 아픔의 추구와 강요는 유용하며 기분 좋다고도 말할 수 있고, 그것은 실로 국가의 목적, 즉 보복적으로 고통을 주고 싶다는 욕구를 채우는 것, 예를 들면 법을 이용하고 그것을 실시하니까 (그의 시대에는, 실제, 형벌은 고통을 분배하는 것이었다), 라고 보았던 것이다. 19세기 유럽에서는 벤담의 견해가 보급해, 새디즘의 (아픔으로 가득 찬) 견해가 너무나 강하게 억제되었으므로, 사드가 예견한 것처럼, 19세기의 견해는 탐닉하는 쾌락 그 자체가 되었다. 빅토리아 시대는 자주 이러한 위선의 예로서 들 수 있다.
여러 유명한 20세기의 철학자 (예를 들면 J. J. C. 스마트, 데이비드 루이스, 데이비드 암스트롱)는 아픔이 가지는 의미에 대해 말했으며, 아픔에 의해 아는 인간의 경험의 성질이라는 것에 대해서도 탐구했다. 또, 아픔은 여러 가지 사회 철학적 논구의 주제이기도 했다. 예를 들면 미셸 푸코는 아픔의 생물 의학적 모델과 고통을 일으키는 형벌의 회피라는 것은, 인류라는 것이 대체로 안기 십상인 계몽사상의 범주에 들어간다고 보았다.
정신철학에서 '사람은 마음의《내적 세계》에 거주하는 것에 의해서, 자기 자신의 의식에 대한 내재적인 인식을 가진다' 라는 것이, 자주 선험적(아프리오리) 원리로서 받아들여지고 있다. 내적 세계와 외적 세계를 근본적으로 다르다고 보는 이러한 견해라는 것은 르네 데카르트가 데카르트적 이원론의 원리를 확립한 것에 의해서 철학의 역사에서 유명해졌다. (데카르트와 같이) 자신의 의식만이 확실한 지식의 중심으로 자리잡게 되면, 《다른 사람의 마음》이 존재하는지 어떻게 알 수 있는가라는 것이 철학의 근본적인 문제로서 발생하게 된다. 다른 말로 표현하면 '유아론'의 문제가 나타나는 것이다. 그리고 이 《다른 사람의 마음》이 존재하는가의 문제에 대한 논의는 자주 《고통》의 개념을 중심으로 전개되었다고 볼 수 있다. 이는 많은 인식론적 회의주의자들 사이에서 논의되어 왔다.

## 현대의 심리철학적 연구
아픔과 고통은 오늘날 여러 철학자에 의해서 다양한 종류의 심리철학적 분석의 개념으로 연구되고 있다. 데이비드 루이스는 그의 논문 '광인의 고통과 화성인의 고통' 중에서, 그류의 기능주의를 증명하기 위해서 여러 가지 타입의 아픔의 예시를 들고 있다. 가령 그는 광인 중에서 생기는 아픔의 한 종류에 대해서 정의한다. 그 광인은 우리가 보통 '아픔'이라고 부르는 것이 그를 격통 가운데 외쳐 구르게 하는 원인만이 되지 않고, 오히려 생산적인 힘, 예를 들면 매우 집중시켜 수학에 강하게 시키는 원인이 되기도 하는데, 그는 이러한 현상을 가리켜 '배선이 어긋나'("wires crossed") 있다고 표현한다. 한편 또다른 사고실험에서 화성인의 고통은 그에게, 우리의 아픔과 같은 인과적 역할을 차지하고 있는 아픔이지만, 그 아픔에 대해서는 매우 다른 생리학적 인지 기구를 가지고 있다 (예를 들면, 화성인은 인간처럼 축삭의 발화에 의해서가 아니라, 체내의 복잡한 수압 시스템의 활성화에 의해서 아픔을 느끼는 것도 가능한 것이다). 루이스가 주장하는 바는 이러한 현상의 양쪽 모두가 아픔이며, 마음에 대한 어떤 일관한 이론에서도 고려돼야 한다는 점이다.

## 고통과 종교
- 그리스도교는 고통을 하나님의 성도를 성숙시키는 데 필요한 도구의 하나로 본다.
- 불교에서는 삶은 본래 고통이며 지속적인 수행과 궁극적인 해탈을 통해서 극복된다고 한다.

### 그리스도교와 고통
1. 미국의 정신과 의사이자 신학자인 스콧 펙(Margan Scott Peck)은 자신의 저서인 <아직도 가야 할 길>에서 이렇게 썼다.
```
삶은 고통의 바다, 즉 고해苦海다. 이것은 삶의 진리 가운데 가장 확실한 진리다. 그러나 이러한 평범한 진리를 이해하고 받아들일 때 삶은 더 이상 고해가 아니다. 다시 말해, 삶이 고통스럽다는 것을 알게 되고 그래서 이를 이해하고 수용하게 될 때, 삶은 그다지 고통스럽지 않다. 왜냐하면 비로소 삶의 문제에 대해 그 해답을 스스로 내릴 수 있게 되기 때문이다. 대부분의 사람들은 삶이 어렵다는 이 분명한 진리를 그대로 바라보지 못하고 살아간다. 삶이란 대수롭지 않으며 쉬운 것이라고 생각한 나머지 살아가면서 부딪치게 되는 문제와 어려움이 가혹하다며 좌절하고 포기해 버리고 만다.
```

그는 삶에서 발생하는 필연적이고 불가피한 고통을 능동적으로 감수해야 한다고 말한다. 사람들이 불가피한 고통을 피하려고 하면 결과적으로는 더 많은 고통을 겪게 된다고 주장한다.
```
삶이 고통스럽다는 사실을 진정으로 이해하고 받아들이면, 삶은 견디지 못할 짐이 아니다. 또한 삶은 문제의 연속이다. 삶이 힘든 것은 문제를 직면하고 해결하는 과정이 고통스러워서다. 하지만 당면한 문제를 해결하는 이 모든 과정 속에 삶의 의미가 있다. 정신적/영적으로 성장하는 길은 오로지 문제를 통해서만 가능하다. 문제란 사라지지 않는다. 문제는 부딪쳐서 해결하지 않으면 그대로 남아 영혼의 성장과 발전에 영원히 장애가 된다.“그것은 내 문제가 아니야”라고 말하면서 문제를 해결할 수는 없다. 다른 사람이 대신해 문제를 해결해주기를 바라면서 문제를 해결할 수는 없다. 우리가 우리 행동에 책임지는 것이 어려운 이유는 그 행동의 결과로 따라오는 고통을 피하고 싶어서다. 삶이란 온통 개인적 선택과 결정의 연속임을 알아야 한다. 완전히 이것을 받아들일 수 있으면 자유로워진다. 이를 받아들이지 않는 한, 각자는 영원히 희생자로 남을 뿐이다.
[
2
]
```

### 스콧 펙이 보는 남에게 고통을 주는 악한 사람들의 특징들
자신이 악하다는 것을 스스로 인정하지 못하는 사람들이라고 한다.
- 죄책감을 피하고 완벽한 자아상을 유지하려는 의도로 지속적으로 자기기만적이다.
- 자기기만의 결과로 남을 속인다.
- 자신의 악과 죄를 매우 특정한 표적( 희생양 )에 투사한다.(Peck, 1983/1988, p 105  )).
- 다른 사람을 속이는 것만큼 자기기만을 목적으로 흔히 사랑을 가장하여 미워한다.
- 남용 정치 (감정) 전원 ( "명백한 또는 은밀한 강제로 다른 사람에 따라 자신의 의지의 부과를"(펙, 1,992분의 1,978, P298  ))
- 높은 수준의 존경을 유지하고 끊임없이 거짓말을 한다.
- 자신의 죄에 일관성이 있다. 악한 사람들은 그들의 죄의 크기가 아니라 그들의 일관성(파괴의 정도)에 의해 특징지어진다.
- 피해자의 입장에서 생각하지 못함 (희생양 )
- 비판과 다른 형태의 자기애적 상처에 대해 은밀한 편협함을 가지고 있다.

2. 신학자 팀 켈러도 인간사에 피할 수 없는 것이 고통이라고 말한다. 고통은 거대한 수수께끼이지만, 그는 하나님으로부터 해결을 받을 수 있다는 믿음을 갖기를 신자들에게 요청한다. 고난까지도 다스리시는 만물의 주권자심에도 불구하고, 우리의 인생 풀무불에 뛰어들어 몸소 고난당하신 예수님을 항상 바라보라고 조언한다. 그분의 고통당하심으로, 우리도 그분과 함께 통과할 수 있다고 제언한다.
```
고난이 개인적인 성장과 훈련에 변화를 불러오지만 그렇다고 시련을 자신을 계발하는 방법쯤으로 인식해선 안 된다. 그런 시각은 고통을 즐기는 일종의 마조히즘(masochism)과 다르지 않다. 심신이 괴로워야 비로소 고결하다는 느낌이 들기 때문이다. 굳이 그런 관점을 갖지 않아도 고난에는 스스로에게 몰두하게 만드는 성향이 있다. 자신과 자신의 성장에 집착하면 역경은 정말로 우리 목을 조르는 올무가 된다. 고난은 하나님을 이전보다 더 알아 가는 길, 주님을 더 섬기고 닮아 가는 길로 받아들여야 한다.
```

## 고통과 문학
1. 윌리엄 셔익스피어는 자신의 유명한 4대 비극의 작품들 '햄릿', '리어왕', '오셀로', '맥베스'를 통해 인간의 고통에 대한 원숙하고도 냉혹한 통찰과 함께 인간 비극의 원인과 본질을 설명한다.
햄릿- 이 책에서 To be, or not to be가 ‘있음이냐 없음이냐’로 번역된 것은 이 비극이 단순한 복수극이 아니라, 복수라는 행위가 인간의 존재와 도덕성에 미치는 영향 및 그 행위의 본질을 추구하는 극이라는 해석을 보여준다.
『오셀로』- 이 작품에서는 청순한 여인 데스데모나와 가장 난해한 인물 이야고를 통하여‘보이는 것’ 즉, 실재와 겉모습 사이의 차이와 고통이 가장 중요한 주제를 형성하고 있다. 이와 더불어 신뢰와 명예, 가부장적인 정치 상황과 인종 문제 등 많은 주제와 다양한 해석을 보여준다.
『맥베스』 - 야망의 늪에 빠진 정직한 영혼이 악의 화신으로 파멸해 가는 이야기로 양심의 고통, 숙명적 비극과 인간의 고귀함을 보여준다.
『리어왕』 - 배반, 질투, 증오, 욕망, 사랑과 ‘언어’ 사이의 갈등이 빚어내는 광대한 인간 내면의 세계에서 갈등과 그로 인한 고통을 보여준다.
2. 시인이자 철학자였던 니체는 자신의 인생에서 장기간에 걸친 병과 아픔을 경험한 후, 아픔의 의미라는 것을 삶의 의미 전반에 관련되는 것으로서 취급했다. 그의 널리 알려진 잠언들 속에는 아래와 같은, 분명하게 아픔에 관련되는 것이 있다:
'너는 쾌락에 대해 옳다고 말했던 적이 있나?
오오 내 친구여, 그러면 너는 또 모든 아픔에도 옳다고 말했다.
모든 것은 서로 사랑 속에 결합되어 얽히고 있다.'
'나를 죽이지 않는 것은 나를 보다 강하게 한다.'
3. 현대 미국의 작가이자 문학평론가 수전 손택은 자신의 수필 <타인의 고통>에서 미디어를 통해 전세계에서 전쟁, 폭력, 질병 등으로 고통받는 사람들의 이미지가 대중에게 쉽게 전달되면서 오히려 타인의 고통에 무심해지고 그것을 단순한 연민의 감정으로 넘겨버리는 세태가 확산되는 것을 지적하며 이렇게 썼다.
"고통받고 있는 사람들에게 연민을 느끼는 한, 우리는 우리 자신이 그런 고통을 가져온 원인에 연루되어 있지는 않다고 느끼는 것이다. 우리가 보여주는 연민은 우리의 무능력함뿐만 아니라 우리의 무고함도 증명해 주는 셈이다.”
그녀는 우리가 타인의 고통의 원인이 우리와 어떤 식으로든 연결되어 있을지도 모른다는 생각을 가지고, 그것을 깊이 성찰하며 사유하는 연대의 정신이 필요하다고 역설한다.

## 같이 보기
- 괴로움
- 지각
- 걱정, 불안
- 후회
- 신경, 척수, 뇌
- 고통
- 선천성 무통각증 및 무한증
- 신경통
- 섬유관계 통증
- CRPS
- 반사 성교감 신경성 디스트로피
- 카우자르기
- 헛통증
- 견수증후군

## 참고 문헌
- Grahek, Nikola (2007). 《Feeling Pain and Being in Pain》. The MIT Press. ISBN 978-0-262-07283-0.